# The EYE 2
『the EYE 2』（あい-、原題：見鬼2、英語題：THE EYE 2）は、2004年の香港・タイ合作映画。
愛人の子を身ごもって自殺未遂をはかった妊婦がさまざまな霊現象に悩まされる様子を描く。前作『the EYE 【アイ】』とは「主人公には霊が見える」という部分のみが共通しており、ストーリー的な関連性はない。

## キャスト
- ジョーイ：スー・チー
- サム：ジェッダーポーン・ポンディー
- ユエン：ユージニア・ユアン
- 僧侶：フィリップ・クォック

## スタッフ
- 監督：オキサイド・パン、ダニー・パン
- 製作総指揮：エリック・ツァン、ダニエル・ユン
- 製作：ピーター・チャン、ローレンス・チェン、ジョジョ・ホイ
- 原作：ジョジョ・ホイ、ローレンス・チェン
- 脚本：ジョジョ・ホイ
- 撮影：デーチャー・スィーマントラ
- 編集：オキサイド・パン、ダニー・パン
- アート・ディレクター：サイモン・ソー
- プロダクション・デザイン・コンサルタント：ブルース・ユー
- 音楽：パヨン・タームシット
- 衣装デザイン：スティーブン・ツァン
- 視覚効果：メンフォンド・エレクトロニック・アート
- ポストプロダクション：エープラスコンセプト